# Adolf Nill

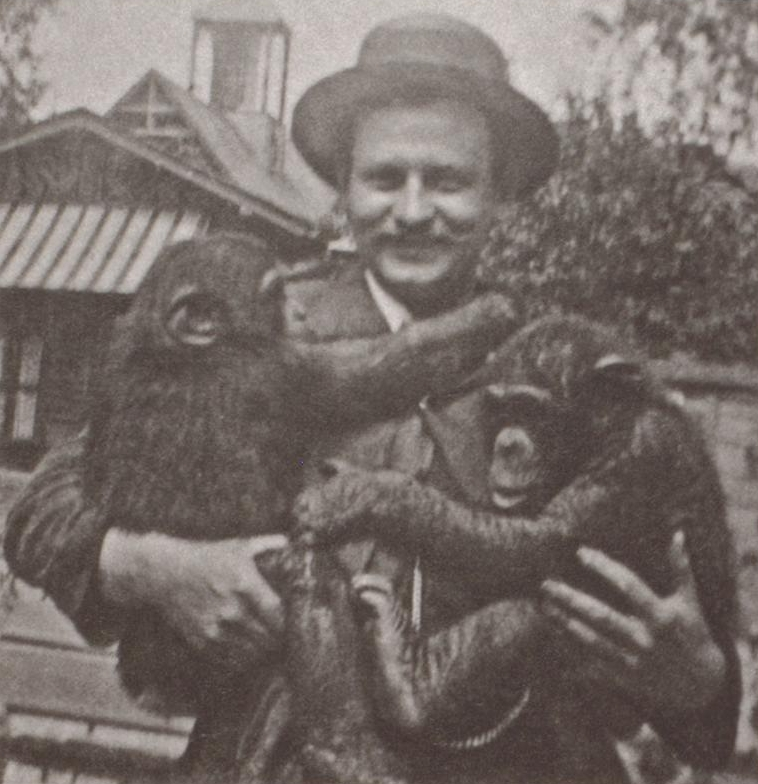
Adolf Nill mit seinen Schimpansen Cora und Joko, 1894.

Adolf Nill (* 22. Februar 1861 in Stuttgart; † 26. Januar 1945 in Legau) war ein deutscher Tierarzt und ab 1892 Direktor des Stuttgarter Privatzoos Nills Tiergarten, den sein Vater Johannes Nill 1871 gegründet hatte. Der Tiergarten war nicht nur eine volkstümliche Hauptattraktion der württembergischen Hauptstadt, sondern erfreute sich auch überregionaler Wertschätzung. 1906 wurde der Tiergarten aus finanziellen Gründen geschlossen.

## Leben

### Kindheit

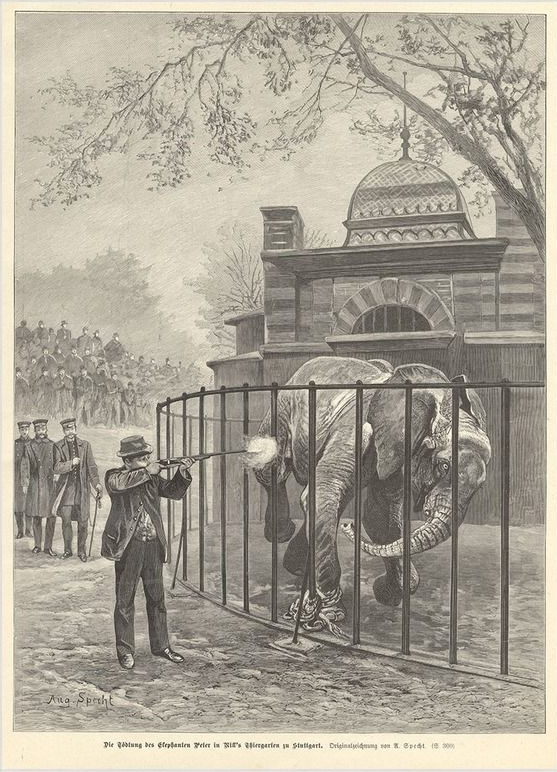
Adolf Nill erschießt den schwerverletzten Elefanten „Peter“, 1893.

Adolf Nill wurde am 22. Februar 1861 in Stuttgart als siebtes von 9 Kindern geboren. Seine Eltern waren der Zimmerwerkmeister Johannes Nill (1825–1894) und die Zimmermeistertochter Friederike Layh (1831–1897). 1871 gründete sein Vater Nills Tiergarten, dem ein Restaurant angeschlossen war. Das Unternehmen war ein Familienbetrieb. Johannes Nill leitete den Tiergarten, seine Frau und seine sechs Töchter führten das Restaurant, kümmerten sich um die Aufzucht der Tierbabys und beteiligten sich an der Betreuung der Tiere. Adolf Nill wuchs mit den Tieren in seiner Umgebung auf und arbeitete ebenfalls im Betrieb mit.

### Ausbildung
Schon bald keimte in Adolf Nill der Wunsch, seine praktischen Erfahrungen durch eine solide theoretische Ausbildung zu fundieren. Nach dem Besuch des Gymnasiums oder der Realschule in Stuttgart begann er das Studium der Tiermedizin an der Königlichen Tierarzneischule in der Neckarstraße 141. Das Studium dauerte 7 Semester und bestand aus einem 3-semestrigen naturwissenschaftliches Propädeutikum und 4 Semestern theoretischer und intensiver praktischer Ausbildung. Um 1882 schloss er das Studium mit der Approbation als Tierarzt ab. Seit 1879 gehörte er dem Akademischen Vetrinärverein Stuttgart (später Münchener Burschenschaft Alemannia) an.
Sein Vater setzte schon früh großes Vertrauen in seinen Sohn. Noch während des Studiums entsandte er 1879 den 18-Jährigen nach Marseille, um einen Elefanten nach Stuttgart zu überführen. Sein Sohn brachte dieses Abenteuer zu einem glücklichen Ende, und der Elefant „Peter“ war über lange Jahre eine Hauptattraktion des Tiergartens. 1893 musste Adolf Nill jedoch den Elefanten, der sich schwer verletzt hatte, mit eigener Hand erschießen.

### Berufsleben

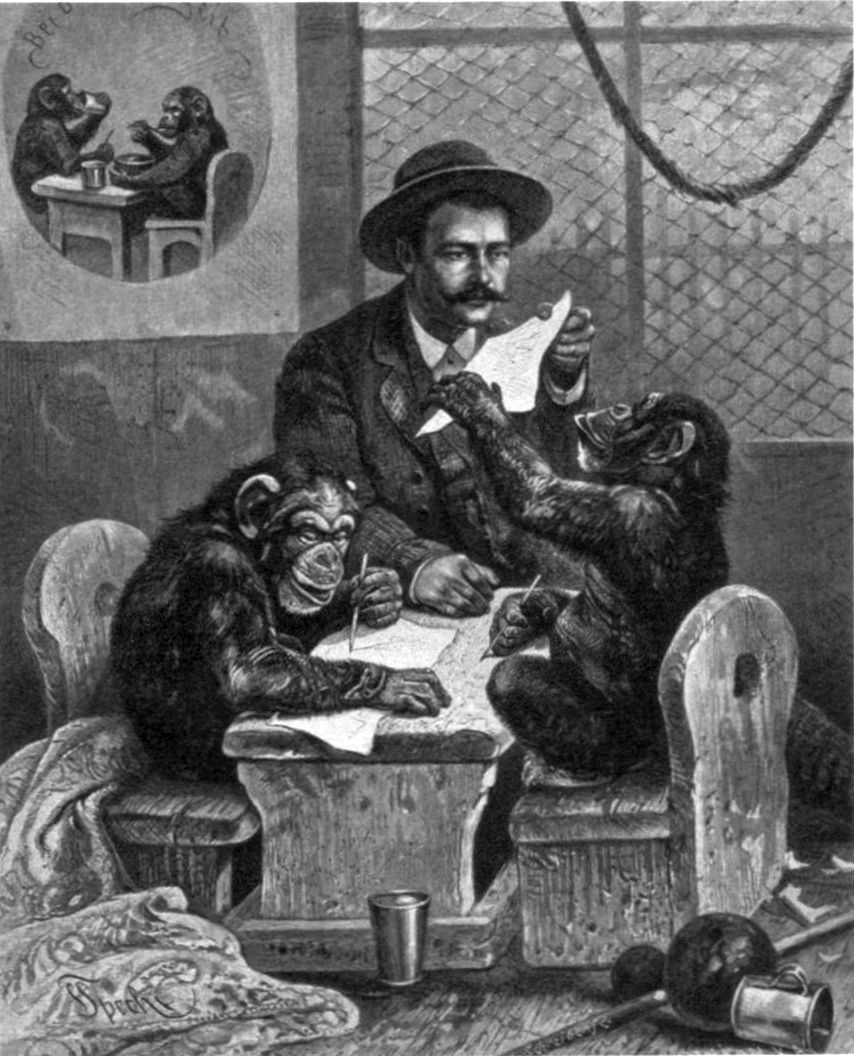
Adolf Nill beim Malunterricht mit seinen Schimpansen Cora und Joko, 1894.

1892 übergab Johannes Nill die Leitung des Tiergartens in die Hände seines 21-jährigen Sohns, der „mit der Entwicklung des Gartens von Jugend auf innig verwachsen und durch langjähriges Zusammenwirken mit seinem Vater in dessen Pläne eingeweiht“ war. Nach dem Tod seines Vaters 1894 übernahm Adolf Nill den Tiergarten von seiner Mutter in Pacht. 1897 starb seine Mutter, und er wurde zum Besitzer des Tiergartens, den er „mit viel Liebe und großem Geschick weiterführte“. Unter seiner Leitung entwickelte sich der Tiergarten kontinuierlich weiter. Seine Zuchterfolge bei Ameisenbären, über die er in Brehms Tierleben und in der Fachzeitschrift „Der zoologische Garten“ berichtete, fanden unter Zoologen internationale Beachtung.
Am 11. Oktober 1900 heiratete er Berta Bofinger (1875–1947), die Tochter des Handelsgärtners Wilhelm Bofinger und seiner zweiten Frau Bertha Jedele. Auch seine Frau arbeitete wie seine Schwestern im Familienbetrieb mit. Nach dem Tod seiner Mutter 1897 übernahm sie die Leitung des Restaurants, das vorübergehend verpachtet gewesen war.
Hinweis: Zu Adolf Nills Arbeit als Zoodirektor und zur Entwicklung des Tiergartens siehe Nills Tiergarten.
1905 sah sich Adolf Nill aus finanziellen Gründen gezwungen, den Tiergarten aufzugeben. Er verkaufte das Gelände an die Stadt Stuttgart und die Tiere an andere Zoos. Von dem erzielten Erlös musste er einen großen Teil zur Begleichung der aufgelaufenen Schulden verwenden. Immerhin konnte er sich eine herrschaftliche Villa nach Plänen von Paul Bonatz in der Relenbergstraße 35 erbauen, in der er mit seiner Familie bis zur Ausbombung 1944 wohnte. Für den 1907 neugegründeten kleinen Tiergarten auf der Doggenburg, der auch einige seiner Tiere übernahm, fungierte er einige Jahre als Berater. Er erwarb das Ausflugscafe Waldhof im Feuerbacher Tal, wo er auch eine Landwirtschaft unterhielt und eine Milchkuranstalt betrieb. 1931 stellte er in seiner „Denkschrift zur Stuttgarter Tiergartenfrage“ ein fertig ausgearbeitetes Modell eines städtischen Tiergartens am Hasenberg vor. Es sollte jedoch noch fast zwei Jahrzehnte dauern, bis Stuttgart seinen öffentlichen Tierpark, die Wilhelma erhielt. Das nach den Plänen von Adolf Nills Sohn Hans 1932 erbaute Bodenseeaquarium in Friedrichshafen wurde bereits 1935 wieder aufgegeben.

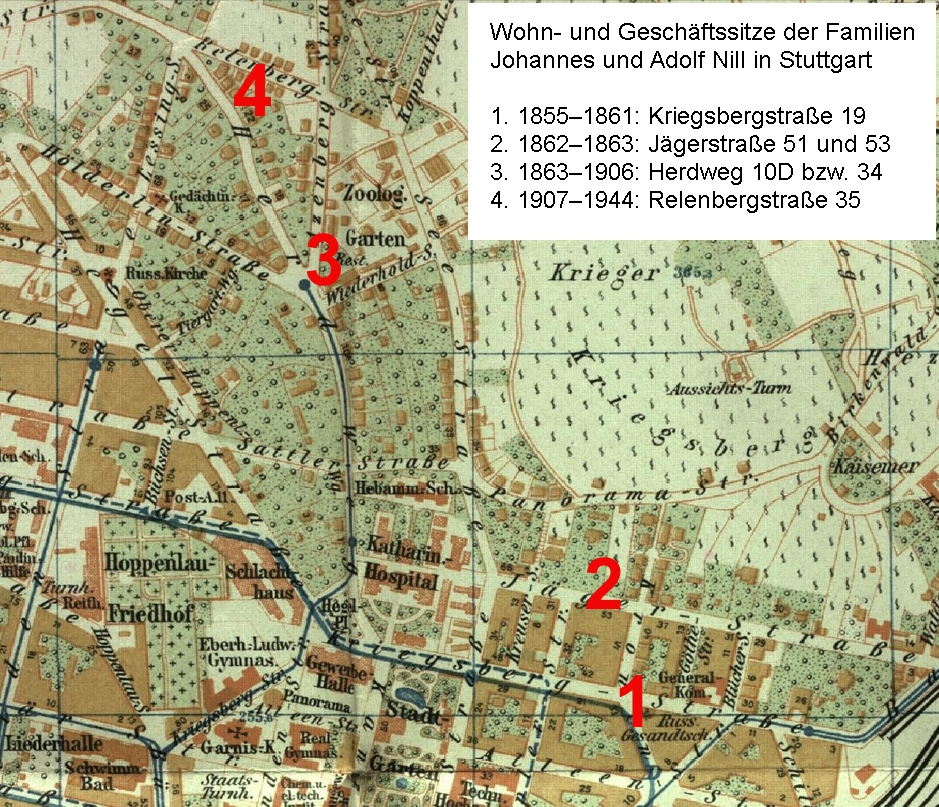
Wohn- und Geschäftssitze der Familien Johannes und Adolf Nill.
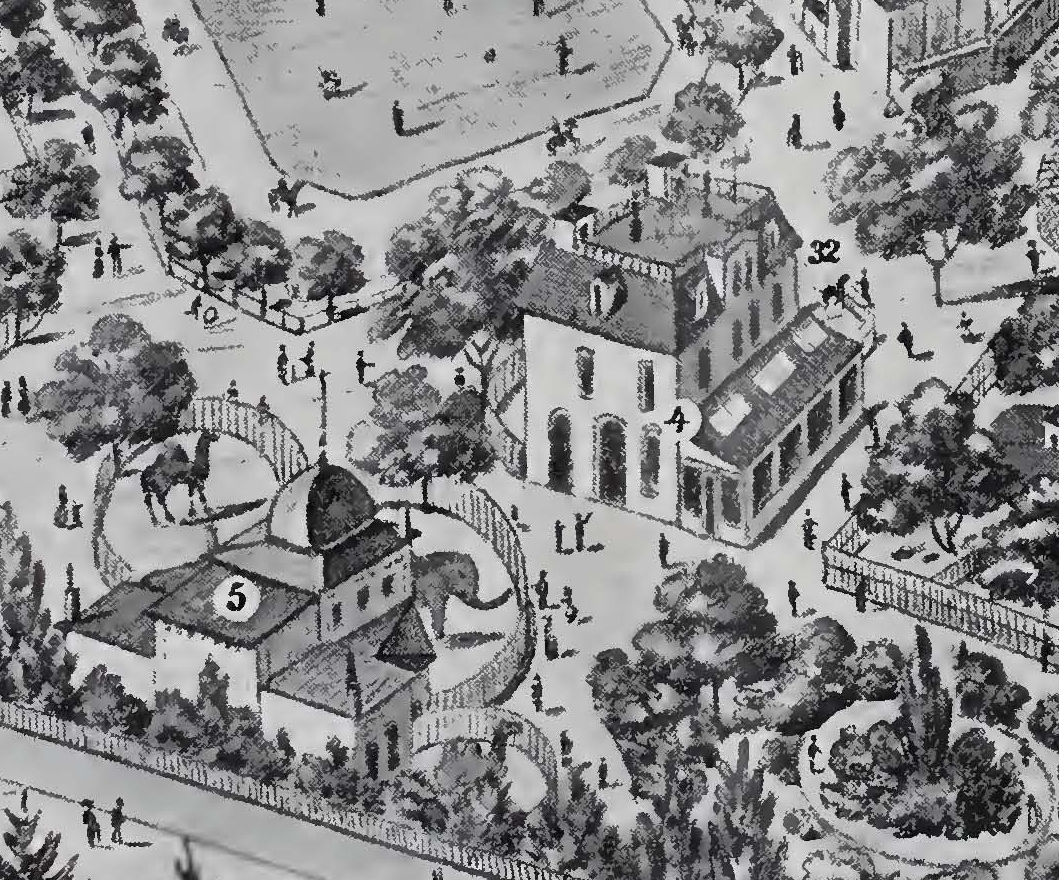
Wohngebäude in Nills Tiergarten mit Warmhaus im Erdgeschoss (Kennzeichen 4).
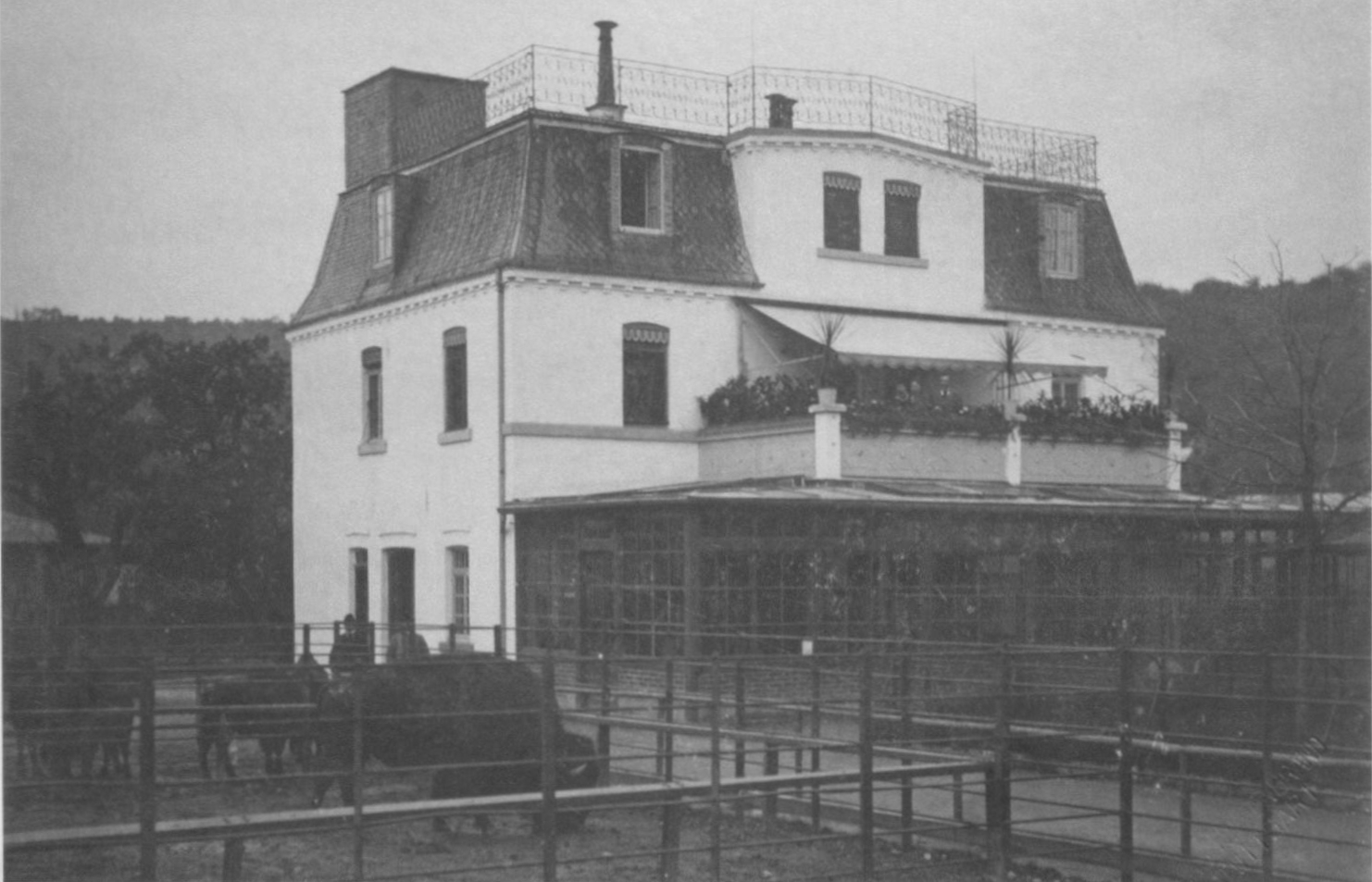
Wohngebäude in Nills Tiergarten.

### Lebensabend

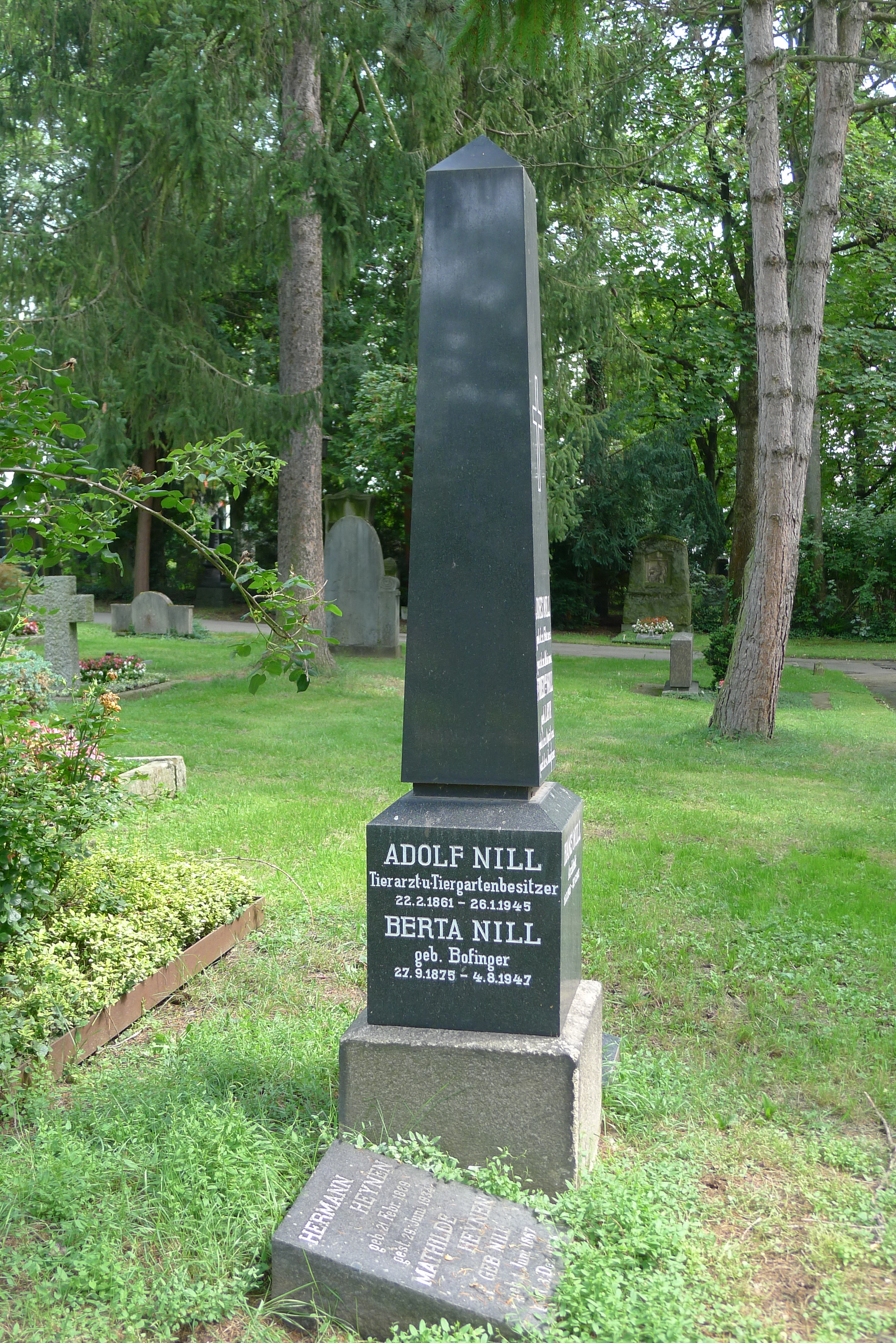
Grabstein von Adolf Nill und Familie auf dem Stuttgarter Pragfriedhof

Als 1944 Adolf Nills Wohnhaus in der Relenbergstraße 35 durch Fliegerangriffe ausgebombt wurde, fand er mit seiner Familie in Legau im Allgäu Zuflucht. Dort starb er im 84. Lebensjahr am 26. Januar 1945. Seine Frau Berta starb bereits zwei Jahre später am 4. August 1947 im Alter von 71 Jahren. Beide wurden auf dem Pragfriedhof im Familiengrab (Abteilung 16) beigesetzt, in dem auch Adolfs Eltern, sein Sohn Hans mit seiner Frau und drei seiner Schwestern mit ihren Ehegatten ruhen.

## Familie
Aus der Ehe von Adolf und Berta Nill ging ein Sohn hervor, Hans Nill (1905–1965), der den Beruf des Architekten ergriff. Er heiratete Gabriele Baisch (1908–2007), die ihm einen Sohn schenkte, Rolf Nill (1937–2015), der ebenfalls Architekt wurde. Dieser war von 1979 bis zu seiner Pensionierung Leiter des Hochbauamts in Tübingen.

## Veröffentlichungen
- Adolf Nill: Das Hermelin ein willkommener Gast im Tiergarten. In: Der zoologische Garten, Jahrgang 28, 1887, S. 93–94.
- Adolf Nill: Skorbut bei Schimpansen. In: Der zoologische Garten, Jahrgang 31, 1890, S. 353–356 (archive.org).
- Adolf Nill: Eine Elefantentötung in Nill’s zoologischen Garten in Stuttgart. In: Der zoologische Garten, Jahrgang 35, 1894, S. 21–27.
- Adolf Nill: Festschrift zum 25jährigen Jubiläum von J. Nill’s zoologischem Garten: 1871-1896. Stuttgart 1896.
- Adolf Nill: Die Fortpflanzung des großen Ameisenbären (Myrmecophaga jubara) in Nills Zoologischen Garten in Stuttgart. In: Der zoologische Garten, Jahrgang 48, 1907, S. 145–15 (archive.org).
- Adolf Nill: [Zucht des Großen Ameisenbären]. In: Alfred Edmund Brehm (Herausgeber); Otto zur Strassen (Herausgeber): Brehms Tierleben: allgemeine Kunde des Tierreichs. 10 : Die Säugetiere; 1. Kloakentiere, Beuteltiere, Insektenfresser, Flattertiere, Erdferkel, Schuppentiere, Xenarthra. Leipzig 1912, S. 535–538.
- Adolf Nill: Denkschrift zur Stuttgarter Tiergartenfrage. Stuttgart 1931.